# Ordine composito

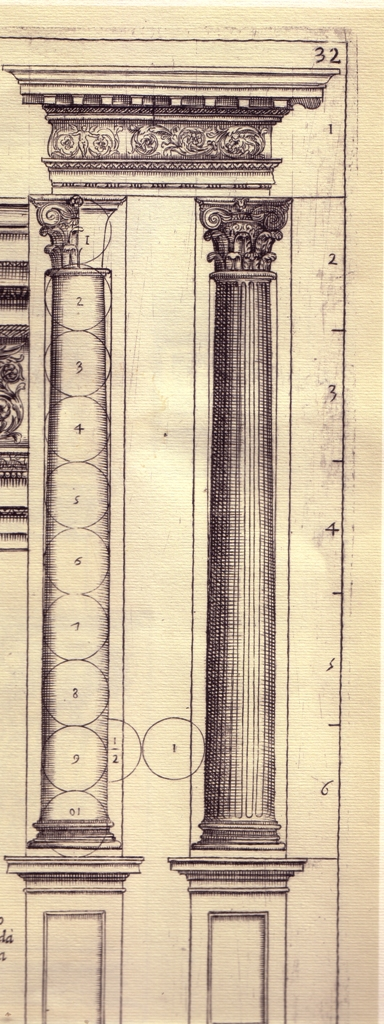
Ordine composito, Giovan Battista Montano

L'ordine composito è uno degli ordini architettonici dell'architettura romana ed è caratterizzato dalla sintesi dell'ordine ionico italico e corinzio.
Il capitello composito fu inventato dai romani dopo il 25 a.C., infatti Vitruvio non menziona quest'ordine tra i suoi, le sue applicazioni nell'architettura romana ebbero molteplici funzioni decorative. I primi resti di capitelli compositi si hanno però sull'Arco di Tito (80-90 d.C.). Successivamente fu riscoperto da Leon Battista Alberti e utilizzato nel XVI secolo da Sebastiano Serlio.
La colonna è formata da una base simile a quella dell'ordine corinzio, il fusto è alto dieci volte il suo diametro e quindi rende la colonna slanciata, infine il capitello raccoglie le volute dell'ordine ionico sugli spigoli e le foglie d'acanto dell'ordine corinzio.
L'architrave, diviso in tre fasce, è sormontato dal fregio con la decorazione a bassorilievo e infine la cornice decorata da dentelli. 
- Ordine composito confrontato con gli altri ordini architettonici.